# History for Sale
History for Sale ist das dritte Studioalbum der texanischen Alternative-Rock-Band Blue October, das am 8. April 2003 in den USA veröffentlicht wurde. Der Titel des Albums stammt aus einem Teil des Songtextes aus dem Song Amazing, der ebenfalls auf dem Album eingespielt wurde. Produziert wurde das Album in den Sound Art Studios in Houston und in den Stomp Box Studios in Arlington. Es ist das erste Album, wo Ex-Blue-October-Mitglied Dwayne Cayse und Gitarrist C.B. Hudson mitspielte. Hudson sollte später bei der Band bleiben. Am 5. August desselben Jahres wurde das Album unter Universal Records neu veröffentlicht. Produzenten waren David Castell und Sänger Justin Furstenfeld. Die Single Calling You erschien ebenfalls 2003.

## Songs
Das Album hat insgesamt 12 Songs und auf der Albumversion ist der Song Calling You, der wohl der international bekannteste Song der Band ist, auch als Akustik-Solo-Version, sowie In Studio With Blue October, wo Mitschnitte der Produktionsarbeiten eingespielt wurden. Im Song Come in Closer singt auch Zayra Alvarez, die in der Reality-Show Rockstar: Supernova im Finale war.

## Songliste
- 1. Ugly Side
- 2. Clumsy Card House
- 3. Razorblade
- 4. Calling You
- 5. Chameleon Boy
- 6. Sexual Powertrip (One Big Lie) Bla Bla
- 7. A Quiet Mind
- 8. 3 Weeks, She Sleeps
- 9. Inner Glow
- 10. Somebody
- 11. Come in Closer
- 12. Amazing

Die Version von Brando Records enthält ein Video In Studio With Blue October, ein Mitschnitt aus dem Aufnahmestudio. Die Albumversion von Universal hingegen eine Akustikversion von Calling You.

## Textbeispiele (Auswahl)

### Razorblade
Im Song Razorblade (dt.: Rasierklinge) greift Sänger Furstenfeld sein Leben und seine Stellung zur Religion auf, die er verneint. Im Refrain singt er, dass er sich nach einem Rückfall mit der Rasierklinge verletzt hat, ausgeflippt ist, weil er denkt, dass ihn keiner liebe und er trotzdem für seine Tat stolz ist. Am Ende singt er, dass er versucht hat loszulassen und fröhlich sein will.

### Calling You
Calling You, der wohl der bekannteste Song der Band ist, handelt von seiner großen Liebe. Er singt, dass sie ihn glücklich macht und fragt sich trotzdem, warum sie ihn liebt. Im Refrain singt er, dass er sie zu jeder Zeit anrufen möchte, um zu hören, dass sie ihn liebt. Er beschreibt auch, dass sie ihm gezeigt hat, dass die Welt nicht so schwierig sei, wie er zuvor gedacht hat.

### Chameleon Boy
Im Song Chameleon Boy (dt.: Chameleonjunge) zeigt Furstenfeld in diesem Album erstmal seine zwei Gesichter. Er beschreibt sich wie ein Reptil, das seine Haut abwirft und dadurch seine Verletzungen zeigt, die er sich teilweise selbst zugefügt hat. Er singt, dass ihm Ausreden einfallen, warum er sie getäuscht hat.
Im Refrain bittet er um Unterstützung, die Bewusstlosigkeit zu bekämpfen und den Chameleonjungen, der er nie sein wollte zu bekämpfen. Weiter heißt es, dass sein Leben im Chaos versinkt und beschreibt dieses als selbstzerstörerisch, wie explodierendes Gasolin.

### Sexual Powertrip (One Big Lie) Bla Bla
Sexual Powertrip beschreibt eine vermeintliche Liebe. Der Song wird aus der Ich-Perspektive gesungen und es heißt, dass man seinen Worten nicht vertrauen solle, da der Protagonist versucht eine andere (weibliche) Person ins Bett zu bekommen. Im Refrain heißt es, dass die Liebe eine einzige Lüge ist.

### Inner Glow
Der Song Inner Glow erzählt von einem Außenseiter, der versucht aus seiner Rolle zu kommen. Furstenfeld singt, dass er ihm zur Seite stehen wird. Es heißt, dass er den Kopf nicht hängen lassen soll, wenn er versagt, schließlich habe er es "wenigstens" versucht. In der zweiten Strophe heißt es, dass es für jeden Song einen neuen Stil gibt und fragt sich, was dabei schiefgelaufen ist. Weiter heißt es, dass sie nur singen wollen, wenn sie es wollen. Sie wollen nur einen Traum, den sie zur Schau stellen können und sie wollen wie ein Dr. Jekyll und Mr. Hyde sein. Im Refrain fragt der Sänger, was mit dem "inneren Leuchten", der Seele, mit dem Radio und seinem Lied passiert. Am Ende singt er, dass es sein Lied ist.

## Besonderes
- Der Song Calling You wurde in mehreren internationalen Songs bekannt. Dieser wurde im Film American Wedding und im dritten Spielfilm von Zoey 101 gespielt.
- History for Sale wurde 2003 für die Houston Press Music Award nominiert.
- Das Cover wurde vom Sänger persönlich entworfen, da er nebenbei als Künstler arbeitete.
- Das Album erreichte am 23. August 2003 Platz 43 in der Kategorie Heartseekers der Billboard-Charts.
- 4 Jahre nach der Veröffentlichung (am 1. Dezember 2007) landete Calling You auf dem 17. Platz der Adult Pop Songs (ebenfalls Billboard), am 8. März 2008 Platz 36 der Pop-Song-Charts von Billboard.
- Im Song Inner Glow ist des Öfteren von Dr. Jekyll und Mr. Hyde die Rede, zwei eigentlich gegensätzliche Menschen. Hyde stellt in dem Roman von Robert Louis Stevenson die andere Hälfte von Dr. Jekyll dar, die verschwindet als Jekyll stirbt. Hyde starb durch Suizid. Diese verbindet Sänger Furstenfeld mit seiner Persönlichkeit und Stimmungsschwankungen.

## Besetzung
- Justin Furstenfeld – Gesang, Gitarre
- Jeremy Furstenfeld – Schlagzeug
- Matt Noveskey – Bass in den Songs 1, 3, 8, 9
- Dwayne Casey – Bass in den Songs 2, 4, 5, 6, 7
- C. B. Hudson – Gitarre
- Ryan Delahoussaye – Violine, Mandoline
- Zayra Alvarez – Backgroundgesang
- Brian Baker – Editing
- David Castell – Flute (in Come in Closer und 3 Weeks She Sleeps), Programming, Produktion, Editing, Synthesizer
- Robert Greeson – Direction
- Blue Miller – Gitarre, Produktion, Editing, Mixing, Keyboard
- Mark O’Donoughue – Engineer
- Tim Palmer – Mixing
- Sam Paulos – Produzent
- Derek Taylor – Digital Editing

## Kritik
All Music schrieb über History for Sale, dass das es stilistisch betrachtet nicht anders aufgebaut ist, als die Vorgänger-CD Consent to Treatment aus dem Jahr 2000. Furstenfeld geht in seinem Song Razorblade wütend auf seine Kindheit und Religion ein. Der einzige Song der Hoffnung verspricht ist der Radiohit Calling You mit seinen melancholischen Rhythmus. Die Emotionen in diesem Album wirken sehr wässrig oder sehr verwirrend.